# TT Assen 1965
De TT van Assen 1965 was de zesde Grand Prix van het wereldkampioenschap wegrace-seizoen 1965. De races werden verreden op zaterdag 25 juni op het Circuit van Drenthe vlak bij Assen. Alle klassen kwamen aan de start.

## 500cc-klasse
In Assen won Mike Hailwood zijn vierde 500cc-Grand Prix op rij. Teamgenoot Giacomo Agostini werd op ruime achterstand gereden. Paddy Driver, die met zijn Matchless G50 aan het beste seizoen uit zijn carrière bezig was, werd derde.
| Pos | Coureur          | Merk      | Tijd      | Pnt |
| --- | ---------------- | --------- | --------- | --- |
| 1   | Mike Hailwood    | MV Agusta | 1:04"59'6 | 8   |
| 2   | Giacomo Agostini | MV Agusta | +52'8     | 6   |
| 3   | Paddy Driver     | Matchless | +1"37'5   | 4   |
| 4   | John Cooper      | Norton    | +1"39'6   | 3   |
| 5   | Jack Ahearn      | Norton    | +3"23'6   | 2   |
| 6   | Dan Shorey       | Norton    | +1 ronde  | 1   |
| 7   | Chris Conn       | Norton    | +1 ronde  |     |
| 8   | Karl Hoppe       | Matchless | +1 ronde  |     |
| 9   | Rudi Thalhammer  | Norton    | +1 ronde  |     |
| 10  | Syd Mizen        | Matchless | +1 ronde  |     |
| 11  | Jack Findlay     | Matchless | +1 ronde  |     |
| 12  | Stuart Graham    | Matchless | +1 ronde  |     |
| 13  | Roy Ingram       | Norton    | +1 ronde  |     |
| 14  | Lewis Young      | Matchless | +1 ronde  |     |
| 15  | John Mawby       | Norton    | +1 ronde  |     |

| Coureur          | Merk      | Oorzaak |
| ---------------- | --------- | ------- |
| Eduard Lenz      | Norton    |         |
| Gyula Marsovszky | Matchless |         |
| Bill Ivy         | Matchless |         |
| Billie Nelson    | Norton    |         |
| Dennis Ainsworth | Norton    |         |
| Derek Minter     | Norton    |         |
| Rob Fitton       | Norton    |         |
| John Somers      | Norton    |         |
| Ian Burne        | Norton    |         |

| Coureur            | Merk       | Oorzaak |
| ------------------ | ---------- | ------- |
| David Lloyd        | Norton     | [ 1 ]   |
| Kenneth King       | Norton     | [ 1 ]   |
| Mike Duff          | Matchless  | [ 2 ]   |
| Roger Beaumont     | Norton     | [ 1 ]   |
| František Šťastný  | Jawa       |         |
| Walter Scheimann   | Norton     | [ 3 ]   |
| Jouko Ryhänen      | Matchless  |         |
| Billy McCosh       | Matchless  |         |
| Dick Creith        | Norton     | [ 4 ]   |
| Fred Stevens       | Matchless  |         |
| Joe Dunphy         | Norton     |         |
| Selwyn Griffiths   | Matchless  | [ 5 ]   |
| Giuseppe Mandolini | Moto Guzzi | [ 6 ]   |
| Buddy Parriott     | Norton     | [ 1 ]   |
| Ed LaBelle         | Norton     | [ 1 ]   |

### Top tien tussenstand 500cc-klasse
| Pos | Coureur          | Merk               | Pnt |
| --- | ---------------- | ------------------ | --- |
| 1   | Mike Hailwood    | MV Agusta          | 32  |
| 2   | Giacomo Agostini | MV Agusta          | 12  |
| 3   | Buddy Parriott   | Norton             | 6   |
| 3   | Joe Dunphy       | Norton             | 6   |
| 5   | Roger Beaumont   | Norton             | 4   |
| 5   | Walter Scheimann | Norton             | 4   |
| 5   | Mike Duff        | Matchless          | 4   |
| 5   | Paddy Driver     | Matchless          | 4   |
| 9   | Jack Findlay     | McIntyre-Matchless | 3   |
| 9   | Kenneth King     | Norton             | 3   |
| 9   | Ian Burne        | Norton             | 3   |
| 9   | John Cooper      | Norton             | 3   |

## 350cc-klasse
In Assen won Jim Redman, met Mike Hailwood op de tweede en Giacomo Agostini op de derde plaats. Redman en Agostini gingen nu samen aan de leiding in de WK-stand. 
| Pos | Coureur          | Merk      | Tijd      | Pnt |
| --- | ---------------- | --------- | --------- | --- |
| 1   | Jim Redman       | Honda     | 1:05"07'1 | 8   |
| 2   | Mike Hailwood    | MV Agusta | +38'4     | 6   |
| 3   | Giacomo Agostini | MV Agusta | +2"40'9   | 4   |
| 4   | Renzo Pasolini   | Aermacchi | +1 ronde  | 3   |
| 5   | Gilberto Milani  | Aermacchi | +1 ronde  | 2   |
| 6   | John Cooper      | Norton    | +1 ronde  | 1   |
| 7   | Chris Conn       | Norton    | +1 ronde  |     |
| 8   | Dan Shorey       | Norton    | +1 ronde  |     |
| 9   | Dennis Ainsworth | Norton    | +1 ronde  |     |
| 10  | Stuart Graham    | AJS       | +1 ronde  |     |
| 11  | Alberto Pagani   | Aermacchi | +1 ronde  |     |
| 12  | Rob Fitton       | Norton    | +2 ronden |     |
| 13  | Billie Nelson    | Norton    | +2 ronden |     |
| 14  | Eduard Lenz      | AJS       | +2 ronden |     |
| 15  | Roy Ingram       | Norton    | +2 ronden |     |
| 16  | Bert Oosterhuis  | Norton    | +2 ronden |     |

| Coureur             | Merk     |
| ------------------- | -------- |
| Eric Hinton         | Norton   |
| František Boček     | Jawa     |
| František Šťastný   | Jawa     |
| Gustav Havel        | Jawa     |
| Bill Smith          | AJS      |
| Derek Woodman       | AJS / MZ |
| Griff Jenkins       | Norton   |
| Lewis Young         | AJS      |
| Phil Read           | Yamaha   |
| Silvio Grassetti    | Bianchi  |
| Tarquinio Provini   | Benelli  |
| Isamu Kasuya        | Honda    |
| Isao Yamashita      | Honda    |
| Bruce Beale         | Honda    |
| Agne Carlsson       | AJS      |
| Endel Kiisa         | Vostok   |
| Nikolaj Sevast'ânov | Vostok   |
| Paddy Driver        | AJS      |

### Top tien tussenstand 350cc-klasse
| Pos | Coureur          | Merk      | Pnt |
| --- | ---------------- | --------- | --- |
| 1   | Giacomo Agostini | MV Agusta | 16  |
| 1   | Jim Redman       | Honda     | 16  |
| 3   | Mike Hailwood    | MV Agusta | 12  |
| 4   | Phil Read        | Yamaha    | 6   |
| 4   | Renzo Pasolini   | Aermacchi | 6   |
| 6   | Gustav Havel     | Jawa      | 4   |
| 7   | Bruce Beale      | Honda     | 3   |
| 7   | Gilberto Milani  | Aermacchi | 3   |
| 9   | Griff Jenkins    | Norton    | 3   |
| 9   | Endel Kiisa      | Vostok    | 3   |

## 250cc-klasse
In Assen hoopte men al op het verschijnen van de nieuwe Yamaha RD 05, een viercilinder tweetakt waarover al enige tijd geruchten de ronde deden. Zelfs teammanager Takehiko Hasegawa moest wachten op een telegram uit Japan, maar ook hij werd teleurgesteld. Toch won Yamaha ook met de tweecilinder RD 56: Phil Read werd eerste, Jim Redman met de Honda 3RC 164-zescilinder tweede en Mike Duff met de Yamaha derde.
| Pos | Coureur          | Merk      | Tijd      | Pnt |
| --- | ---------------- | --------- | --------- | --- |
| 1   | Phil Read        | Yamaha    | 55"56'9   | 8   |
| 2   | Jim Redman       | Honda     | +29'8     | 6   |
| 3   | Mike Duff        | Yamaha    | +50'7     | 4   |
| 4   | Yoshimi Katayama | Suzuki    | +3"10'7   | 3   |
| 5   | Bruce Beale      | Honda     | +3"22'5   | 2   |
| 6   | Derek Woodman    | MZ        | +3"25'4   | 1   |
| 7   | Gilberto Milani  | Aermacchi | +1 ronde  |     |
| 8   | Renzo Pasolini   | Aermacchi | +1 ronde  |     |
| 9   | Ginger Molloy    | Bultaco   | +1 ronde  |     |
| 10  | Alberto Pagani   | Aermacchi | +1 ronde  |     |
| 11  | Günter Beer      | Honda     | +1 ronde  |     |
| 12  | Barry Smith      | Bultaco   | +1 ronde  |     |
| 13  | Kevin Cass       | Cotton    | +1 ronde  |     |
| 14  | Cees van Dongen  | Bultaco   | +1 ronde  |     |
| 15  | Gyula Marsovszky | Bultaco   | +2 ronden |     |
| 16  | Han Leenheer     | Aermacchi | +2 ronden |     |

| Coureur      | Merk    | Oorzaak |
| ------------ | ------- | ------- |
| Ramón Torras | Bultaco | [ 8 ]   |
| John Buckner | Yamaha  | [ 1 ]   |

| Coureur             | Merk      |
| ------------------- | --------- |
| Frank Perris        | Suzuki    |
| František Šťastný   | Jawa      |
| Heinz Rosner        | MZ        |
| José Maria Busquets | Montesa   |
| Alain Barbaroux     | Aermacchi |
| Jean-Claude Guénard | Bultaco   |
| Bill Ivy            | Yamaha    |
| Bob Coulter         | Bultaco   |
| David Williams      | Mondial   |
| Mike Hailwood       | Honda     |
| Ralph Bryans        | Honda     |
| Rex Avery           | Bultaco   |
| Giuseppe Visenzi    | Aermacchi |
| Silvio Grassetti    | Morini    |
| Tarquinio Provini   | Benelli   |
| Gosuke Yamashita    | Honda     |
| Hiroshi Hasegawa    | Yamaha    |
| Isamu Kasuya        | Honda     |
| Ginger Molloy       | Bultaco   |
| Remo Venturi        | Benelli   |

### Top tien tussenstand 250cc-klasse
| Pos | Coureur             | Merk      | Pnt |
| --- | ------------------- | --------- | --- |
| 1   | Phil Read           | Yamaha    | 40  |
| 2   | Mike Duff           | Yamaha    | 26  |
| 3   | Jim Redman          | Honda     | 14  |
| 4   | Ramón Torras        | Bultaco   | 10  |
| 5   | Bruce Beale         | Honda     | 8   |
| 6   | Frank Perris        | Suzuki    | 7   |
| 7   | Silvio Grassetti    | Morini    | 4   |
| 7   | Barry Smith         | Bultaco   | 4   |
| 7   | Derek Woodman       | MZ        | 4   |
| 10  | Giuseppe Visenzi    | Aermacchi | 3   |
| 10  | Jean-Claude Guénard | Bultaco   | 3   |
| 10  | Tarquinio Provini   | Benelli   | 3   |
| 10  | Yoshimi Katayama    | Suzuki    | 3   |

## 125cc-klasse
De tweede overwinning voor Yamaha kwam in Assen, maar nu waren het Mike Duff en Bill Ivy die de Yamaha RA 97 mocht rijden. Ivy werd vierde. De andere podiumplaatsen waren voor Suzuki, maar Yoshimi Katayama pakte de tweede plaats en Hugh Anderson werd slechts derde, met 0,2 seconde achterstand. Voor Anderson was dat niet erg, zijn voorsprong in de WK-stand bleef groot. 
| Pos | Coureur           | Merk    | Tijd     | Pnt |
| --- | ----------------- | ------- | -------- | --- |
| 1   | Mike Duff         | Yamaha  | 48"00'3  | 8   |
| 2   | Yoshimi Katayama  | Suzuki  | +2'6     | 6   |
| 3   | Hugh Anderson     | Suzuki  | +2'8     | 4   |
| 4   | Bill Ivy          | Yamaha  | +13'1    | 3   |
| 5   | Luigi Taveri      | Honda   | +1"26'4  | 2   |
| 6   | Giuseppe Visenzi  | Honda   | +1 ronde | 1   |
| 7   | Barry Smith       | Bultaco | +1 ronde |     |
| 8   | Jan Huberts       | Honda   | +1 ronde |     |
| 9   | Dieter Krumpholz  | MZ      | +1 ronde |     |
| 10  | Jan Kostwinder    | Honda   | +1 ronde |     |
| 11  | Jürgen Karrenberg | Honda   | +1 ronde |     |

| Coureur      | Merk    | Oorzaak    |
| ------------ | ------- | ---------- |
| Ramón Torras | Bultaco | Overleden  |
| Phil Read    | Yamaha  | Teambeleid |
| Bo Gehring   | Bultaco | [ 1 ]      |
| Jeff Tate    | Honda   | [ 1 ]      |
| Rick Schell  | Honda   | [ 1 ]      |

| Coureur              | Merk        |
| -------------------- | ----------- |
| Frank Perris         | Suzuki      |
| Arthur Fegbli        | Honda       |
| František Boček      | ČZ          |
| Heinz Rosner         | MZ          |
| Jochen Leitert       | MZ          |
| Jürgen Lenk          | MZ          |
| Klaus Enderlein      | MZ          |
| Roland Rentzsch      | MZ          |
| Ernst Degner         | Suzuki      |
| Hans Georg Anscheidt | MZ-Kreidler |
| Walter Scheimann     | Honda       |
| Derek Woodman        | MZ          |
| Ralph Bryans         | Honda       |
| Tommy Robb           | Bultaco     |
| Bruno Spaggiari      | Ducati      |
| Hironori Matsushima  | Yamaha      |
| Yasuharu Yuzawa      | Honda       |
| Ginger Molloy        | Bultaco     |
| Bruce Beale          | Honda       |

### Top tien tussenstand 125cc-klasse
| Pos | Coureur          | Merk    | Pnt |
| --- | ---------------- | ------- | --- |
| 1   | Hugh Anderson    | Suzuki  | 38  |
| 2   | Frank Perris     | Suzuki  | 20  |
| 3   | Ernst Degner     | Suzuki  | 15  |
| 4   | Derek Woodman    | MZ      | 12  |
| 4   | Mike Duff        | Yamaha  | 12  |
| 6   | Phil Read        | Yamaha  | 8   |
| 6   | Luigi Taveri     | Honda   | 8   |
| 8   | Yoshimi Katayama | Suzuki  | 6   |
| 9   | Ramón Torras     | Bultaco | 4   |
| 10  | Rick Schell      | Honda   | 3   |
| 10  | Bruno Spaggiari  | Ducati  | 3   |
| 10  | Bill Ivy         | Yamaha  | 3   |

## 50cc-klasse
Ook in Assen was de overwinning voor Honda, maar dit keer weer voor Ralph Bryans. Hier was intussen de nieuwe Honda RC 115 aan het werk, die 1 pk meer leverde (15 i.p.v. 14 pk) en die tot 23.500 toeren per minuut kon worden doorgetrokken. Hugh Anderson werd met de Suzuki RK 65 tweede en Luigi Taveri met de tweede Honda RC 115 derde. In de WK-stand kwam Bryans nu op gelijke hoogte met Anderson. Anderson had echter het probleem dat hij al was begonnen aan het wegstrepen van resultaten. Bryans had in twee GP's niet gescoord en kon daardoor meer punten scoren in de komende races.
| Pos | Coureur         | Merk     | Tijd     | Pnt |
| --- | --------------- | -------- | -------- | --- |
| 1   | Ralph Bryans    | Honda    | 30"11'6  | 8   |
| 2   | Hugh Anderson   | Suzuki   | +6'6     | 6   |
| 3   | Luigi Taveri    | Honda    | +25'5    | 4   |
| 4   | Mitsuo Itoh     | Suzuki   | +37'4    | 3   |
| 5   | Ernst Degner    | Suzuki   | +1"22'0  | 2   |
| 6   | Cees van Dongen | Kreidler | +2"31'8  | 1   |
| 7   | Gerhard Thurow  | Kreidler | +1 ronde |     |

| Coureur              | Merk     |
| -------------------- | -------- |
| Barry Smith          | Derbi    |
| Hans Georg Anscheidt | Kreidler |
| Ángel Nieto          | Derbi    |
| José Maria Busquets  | Derbi    |
| Jacques Roca         | Derbi    |
| Charlie Mates        | Honda    |
| Ian Plumridge        | Derbi    |
| Leslie Griffiths     | Honda    |
| Akira Itoh           | Honda    |
| Haruo Koshino        | Suzuki   |
| Michio Ichino        | Suzuki   |
| Gastón Biscia        | Suzuki   |

### Top tien tussenstand 50cc-klasse
| Pos | Coureur              | Merk     | Pnt     |
| --- | -------------------- | -------- | ------- |
| 1   | Hugh Anderson        | Suzuki   | 30 (31) |
| 1   | Ralph Bryans         | Honda    | 30      |
| 3   | Luigi Taveri         | Honda    | 27      |
| 4   | Ernst Degner         | Suzuki   | 18      |
| 5   | Mitsuo Itoh          | Suzuki   | 9       |
| 6   | Michio Ichino        | Suzuki   | 4       |
| 6   | José Maria Busquets  | Derbi    | 4       |
| 6   | Jacques Roca         | Derbi    | 4       |
| 9   | Hans Georg Anscheidt | Kreidler | 3       |
| 9   | Haruo Koshino        | Suzuki   | 3       |
| 9   | Charlie Mates        | Honda    | 3       |

Punten tussen haakjes zijn inclusief streepresultaten.

## Zijspanklasse
Nog vóór de race in Assen hadden twee rijders een klein gelukje: Fritz Scheidegger/John Robinson en Harris/Campbell kregen de vraag of ze een rondje achter de camera-auto van de NTS wilden rijden. Daarbij ontdekte Harris een lekke voorband en Scheidegger had nog meer geluk: zijn linker zuiger brak en dat was hem anders tijdens de wedstrijd overkomen. Nu kon hij de wedstrijd winnen en (zoals iedereen dacht) zelfs de wereldtitel al veilig stellen. Chris Vincent/Fred Roche werden in Assen tweede en Colin Seeley/Wally Rawlings derde. Florian Camathias en Franz Ducret werden opnieuw door pech achtervolgd. Bij de Ruskenhoek brak een remankerstang en daardoor ook de remleidingen. Zonder voorrem gingen ze 200 meter rechtdoor, omzeilden een geparkeerde vrachtauto en schoten door een prikkeldraadafzetting. Camathias raakte hierbij licht gewond. Scheidegger/Robinson dachten na Assen al wereldkampioen te zijn, maar de FIM had het reglement veranderd: bij een gelijk aantal punten telde men aanvankelijk een extra race, maar nu werd het aantal eerste-, tweede- en derde plaatsen geteld. Daardoor kon Max Deubel ook nog wereldkampioen worden.
| Pos | Coureur               | Bakkenist        | Merk | Tijd     | Pnt |
| --- | --------------------- | ---------------- | ---- | -------- | --- |
| 1   | Fritz Scheidegger     | John Robinson    | BMW  | 51"01'4  | 8   |
| 2   | Chris Vincent         | Fred Roche       | BMW  |          | 6   |
| 3   | Colin Seeley          | Wally Rawlings   | BMW  |          | 4   |
| 4   | Heinz Luthringshauser | Hermann Hahn     | BMW  |          | 3   |
| 5   | Barry Thompson        | Richard Bradley  | BMW  |          | 2   |
| 6   | Otto Kölle            | Heinz Marquardt  | BMW  |          | 1   |
| 7   | August Wolf           | Werner Zielaff   | BMW  | +1 ronde |     |
| 8   | Arsenius Butscher     | Wolfgang Kalauch | BMW  | +1 ronde |     |
| 9   | Harald Wohlfahrt      | Armgard Neumann  | BMW  | +1 ronde |     |
| 10  | Boško Šnajder         | H. Bosman        | BMW  | +1 ronde |     |
| 11  | Ray Pollard           | M. Escombe       | BMW  | +1 ronde |     |

| Coureur           | Bakkenist    | Merk | Oorzaak |
| ----------------- | ------------ | ---- | ------- |
| Florian Camathias | Franz Ducret | BMW  | Ongeval |
| Georg Auerbacher  | Peter Rykers | BMW  |         |
| Max Deubel        | Emil Hörner  | BMW  |         |
| Pip Harris        | Ray Campbell | BMW  |         |

| Coureur           | Bakkenist       | Merk      |
| ----------------- | --------------- | --------- |
| Fred Huber        | Josef Huber     | BMW       |
| Siegfried Schauzu | Horst Schneider | BMW       |
| Charlie Freeman   | Billie Nelson   | Norton    |
| Trevor Davies     | John Gauge      | Matchless |
| Giuseppe Dal-Toe  | Aldo Ramoli     | BMW       |

### Top tien tussenstand zijspanklasse
| Pos | Coureur               | Bakkenist                    | Merk | Pnt     |
| --- | --------------------- | ---------------------------- | ---- | ------- |
| 1   | Fritz Scheidegger     | John Robinson                | BMW  | 28 (34) |
| 2   | Max Deubel            | Emil Hörner                  | BMW  | 20      |
| 3   | Georg Auerbacher      | Peter Rykers                 | BMW  | 9       |
| 4   | Arsenius Butscher     | Wolfgang Kalauch             | BMW  | 8       |
| 4   | Florian Camathias     | Franz Ducret                 | BMW  | 8       |
| 4   | Chris Vincent         | Terry Harrison en Fred Roche | BMW  | 8       |
| 7   | Siegfried Schauzu     | Horst Schneider              | BMW  | 6       |
| 7   | Heinz Luthringshauser | Hermann Hahn                 | BMW  | 6       |
| 9   | Barry Thompson        | Richard Bradley              | BMW  | 7       |
| 9   | Colin Seeley          | Wally Rawlings               | BMW  | 7       |

Punten tussen haakjes zijn inclusief streepresultaten.
1925 · 1926 · 1927 · 1928 · 1929 · 1930 · 1931 · 1932 · 1933 · 1934 · 1935 · 1936 · 1937 · 1938 · 1939 · 1940–1945 · 1946 · 1947 · 1948 · 1949 · 1950 · 1951 · 1952 · 1953 · 1954 · 1955 · 1956 · 1957 · 1958 · 1959 · 1960 · 1961 · 1962 · 1963 · 1964 · 1965 · 1966 · 1967 · 1968 · 1969 · 1970 · 1971 · 1972 · 1973 · 1974 · 1975 · 1976 · 1977 · 1978 · 1979 · 1980 · 1981 · 1982 · 1983 · 1984 · 1985 · 1986 · 1987 · 1988 · 1989 · 1990 · 1991 · 1992 · 1993 · 1994 · 1995 · 1996 · 1997 · 1998 · 1999 · 2000 · 2001 · 2002 · 2003 · 2004 · 2005 · 2006 · 2007 · 2008 · 2009 · 2010 · 2011 · 2012 · 2013 · 2014 · 2015 · 2016 · 2017 · 2018 · 2019 · 2021 · 2022 · 2023 · 2024 · 2025